# Kanton Espíndola
Der Kanton Espíndola befindet sich in der Provinz Loja im äußersten Süden von Ecuador. Er besitzt eine Fläche von 515,5 km². Im Jahr 2020 lag die Einwohnerzahl schätzungsweise bei 14.200. Verwaltungssitz des Kantons ist die Ortschaft Amaluza mit 1565 Einwohnern (Stand 2010). Der Kanton wurde am 27. April 1970 eingerichtet.

## Lage
Der Kanton Espíndola befindet sich in den Anden im Südosten der Provinz Loja. Der Kanton grenzt im Westen an Peru. Die östliche Kantonsgrenze verläuft entlang der kontinentalen Wasserscheide. Das Kantonsgebiet wird über die Quellflüsse des Río Calvas (Río Macará), Río Pindo und Río Espíndola, nach Westen entwässert.
Der Kanton Espíndola grenzt im Osten an die Provinz Zamora Chinchipe, im Südwesten an Peru, im Nordwesten an den Kanton Calvas, im Norden an den Kanton Quilanga sowie im Nordosten an den Kanton Loja.

## Verwaltungsgliederung
Der Kanton Espíndola ist in die Parroquia urbana („städtisches Kirchspiel“)
- Amaluza

und in die Parroquias rurales („ländliches Kirchspiel“)
- 27 de Abril (Verwaltungssitz in La Naranja)
- Bellavista
- El Airo
- El Ingenio
- Jimbura
- Santa Teresita

gegliedert.

## Ökologie
Im Osten des Kantons Espíndola befinden sich der Nationalpark Yacurí und das Schutzgebiet Reserva Comunal Bosque de Angashcola.